# 콜 오브 듀티: 블랙 옵스 4
《콜 오브 듀티: 블랙 옵스 4》(Call of Duty: Black Ops 4, Call of Duty: Black Ops IIII)는 트레이아크가 개발하고 액티비전이 배급한 다인용 1인칭 슈팅 게임이다. 2018년 10월 12일 마이크로소프트 윈도우, 플레이스테이션 4, 엑스박스 원용으로 전 세계에 출시되었다. 2015년 게임 콜 오브 듀티: 블랙 옵스 3의 후속작이며 블랙 옵스 서브 시리즈 중 5번째, 콜 오브 듀티 시리즈 전체에서 15번째 게임이다.
블랙 옵스 4는 전통적인 싱글 플레이어 캠페인 모드가 없는 최초의 콜 오브 듀티 타이틀이다. 그 대신 솔로 미션 모드가 추가되어 스페셜리스트라는 이름의 게임의 멀티플레이어 캐릭터들의 뒷 이야기에 초점을 맞춘다. 미션은 블랙 옵스 2와 3 사이에서 시간 순서대로 발생한다. 스페셜리스트 중 일부 또한 블랙 옵스 3에서 도입되었다.
이 게임의 개발은 블랙 옵스 3 출시 직후 시작되었다.

## 게임플레이
콜 오브 듀티: 블랙 옵스 4는 다인용 1인칭 슈팅 비디오 게임이다. 이전 콜 오브 듀티 시리즈 타이틀들과 달리 블랙 옵스 4는 전통적인 일인용 캠페인을 포함하지 않은 최초의 게임이며 다인용, 좀비, 그리고 블랙아웃이라는 이름의 새 배틀로얄 모드만 포함하고 있다.

## 평가
콜 오브 듀티: 블랙 옵스 4는 리뷰 애그리게이터 메타크리틱에 따르면 모든 플랫폼에 대해 대체적으로 긍정적인 평가를 받았다.

## 내용주
1. ↑  레이븐 소프트웨어 assisted in the game's development. en:Beenox co-developed the Microsoft Windows version.